# Света Богородица Одигитрия (Мушутище)
 Тази статия е за църквата в Косово.  За иконата-закрилница на Рилския манастир вижте Света Богородица Одигитрия (Рилски манастир).  
„Света Богородица Одигитрия“ (на сръбски: Црква Богородице Одигитриjе) е средновековна православна църква във вардарски стил, намираща се над село Мушутище в Косово и разрушена от албанците след края на Косовската война.
Църквата е строена след 1315 година с дарение на Йован Драгослав, придворен на сръбския крал Стефан II Милутин, за което свидетелства добре запазен надпис на входа на сградата, който е сред най-старите подобни епиграфски текстове.